# Aéroport de Lemnos
L'aéroport international de Lemnos « Héphaïstos » (en grec moderne : Διεθνές Αεροδρόμιο Λήμνου «Ήφαιστος», code IATA : LXS • code OACI : LGLM) est un aéroport sur l'île de Lemnos, en Grèce. L'aéroport est situé à 18 km de la ville de Myrina et a commencé à fonctionner en 1959. Il porte le nom du dieu Héphaïstos qui, dans la mythologie grecque, fut jeté depuis l'Olympe et atterrit sur l'île de Lemnos.

## Situation

### Carte des aéroports en Grèce
| \| 50 km1:6 137 000 \| Agrinion Aktion Alexandreia Alexandroúpoli Andravida Áraxos Astypalée Athènes · E. Venizélos Céphalonie La Canée Chios Corfou Héraklion Icarie Ioannina Kalamata Kalymnos Karpathos Kassos Kastellórizo Kastoria Kavala Cythère Kos Kotroni Kozani Larissa Lemnos Leros Milos Mykonos Mytilène Naxos Néa Anchíalos Paros Rhodes Maritsa Samos Santorin Sitía Skiathos Skyros Sparte Syros Tanagra Tatoi Thessalonique Tripoli Tympaki Zante Kastelli |
| 50 km1:6 137 000 |

## Statistiques
Pour des raisons techniques, il est temporairement impossible d'afficher le graphique qui aurait dû être présenté ici.

Voir la requête brute et les sources sur Wikidata.

## Compagnies aériennes et destinations
| Compagnies  | Destinations                                                                       |
| ----------- | ---------------------------------------------------------------------------------- |
| Olympic Air | Athènes E.-Venizélos, Icarie, Thessalonique-Makedonía                              |
| Sky Express | Athènes E.-Venizélos, Chios, Mytilène-O. Elýtis, Rhodes-Diagoras, Sámos-Aristarque |
| SmartWings  | En saison charter: Prague-Václav-Havel                                             |

Édité le 28/05/2018  Actualisé le 13/05/2023